# Округ Команчи (Оклахома)
Округ Команчи (енгл. Comanche County) је округ у америчкој савезној држави Оклахома.

## Демографија
По попису из 2010. године број становника је 124.098, што је 9.102 (7,9%) становника више него 2000. године.
| Група             | 2000.          | 2010.          |
| Белци             | 71.304 (62,0%) | 73.122 (58,9%) |
| Афроамериканци    | 21.847 (19,0%) | 21.669 (17,5%) |
| Азијати           | 2.405 (2,1%)   | 2.777 (2,2%)   |
| Хиспаноамериканци | 9.675 (8,4%)   | 13.896 (11,2%) |
| Укупно            | 114.996        | 124.098        |